# Rocket (The Smashing Pumpkins)
Rocket è un singolo della band alternative rock statunitense The Smashing Pumpkins, il quarto ed ultimo estratto dal loro secondo album Siamese Dream.

## Il brano
Questo singolo è considerato una rarità, essendo stato pubblicato solo in Australia, anche se una versione in vinile da 7" è stata pubblicata nel Regno Unito come parte del cofanetto Siamese Singles. È uno dei pochi singoli che non compaiono nella raccolta di successi Rotten Apples del 2001.
Il singolo include come B-side una cover del brano Never Let Me Down Again dei Depeche Mode, registrato su richiesta della bassista D'arcy Wretzky, fan di lunga data del gruppo. È stato registrato alla BBC forse in un'unica sessione. Compare nell'album tributo ai Depeche Mode For the Masses pubblicato nel 1998.
Rocket si è classificato al 26º posto nella classifica ARIA Charts in Australia e al 28º posto nella classifica Mainstream Rock Tracks negli Stati Uniti.

## Video
Il video musicale, diretto da Jonathan Dayton e Valerie Faris, mostra un gruppo di ingegnosi bambini che ricevono una trasmissione mandata dagli Smashing Pumpkins da un altro pianeta. Costruiscono un razzo avanzato, pezzo per pezzo, per raggiungere quel pianeta viaggiando nello spazio esterno. Quando arrivano sul pianeta scoprono, con loro grande sorpresa, che i membri della band sono assai invecchiati dalla loro prima trasmissione.

## Tracce
CD singolo
1. Rocket – 4:06 (Billy Corgan)
2. Never Let Me Down Again (Depeche Mode Cover) – 4:01 (Martin Gore)

Disco 7" UK
1. Rocket – 4:06 (Billy Corgan)
2. Never Let Me Down Again (Depeche Mode Cover) – 4:01 (Martin Gore)

## Classifiche
| Classifica (1994)                  | Massima posizione |
| ---------------------------------- | ----------------- |
| Australia (ARIA Charts)            | 26                |
| Stati Uniti (Billboard Mainstream) | 28                |
| Regno Unito                        | 114               |

## Formazione
Hanno partecipato alle registrazioni, secondo le note dell'album:
- Billy Corgan – voce, chitarra, tastiere
- James Iha – chitarra
- D'arcy Wretzky – basso, cori
- Jimmy Chamberlin – batteria